# Сулоага, Виктория
Мария Виктория Сулоага Аркодия (исп. María Victoria Zuloaga Arcodia, 14 февраля 1988, Буэнос-Айрес, Аргентина) — аргентинская хоккеистка (хоккей на траве), защитник. Участница летних Олимпийских игр 2016 года, чемпионка Америки 2009 года, серебряный призёр Панамериканских игр 2011 года.

## Биография
Виктория Сулоага родилась 14 февраля 1988 года в Буэнос-Айресе.
Начала заниматься хоккеем на траве в 5-летнем возрасте.
Играла за «Ломас Атлетик» из Ломас-де-Саморы и «Мар-дель-Плату».
В 2009 году в составе юниорской сборной Аргентины завоевала бронзовую медаль чемпионата Америки в Бостоне. В том же году в составе главной команды Аргентины стала чемпионкой Америки.
В 2011 году завоевала серебряную медаль хоккейного турнира Панамериканских игр в Гвадалахаре.
В сезоне-2014/2015 стала чемпионкой Мировой лиги.
В 2016 году вошла в состав женской сборной Аргентины по хоккею на траве на летних Олимпийских играх в Рио-де-Жанейро, занявшей 7-е место. Играла на позиции защитника, провела 6 матчей, мячей не забивала.
Завоевала две медали Трофея чемпионов: золото в 2016 году, серебро в 2011 году.